# 模擬市民4：乐租生活
《模擬市民4：樂租生活》（英语：The Sims 4: For Rent）是《模擬市民4》推出的第15部资料片。于2023年12月7日在Microsoft Windows、macOS、PlayStation 4和Xbox One推出。主要增加新的房屋管理员的职业，并能在可出租房屋内控制模拟市民并获得收入，还可以在新地图中建造多种房屋并将其出租。添加以東南亞為靈感的新世界「托马朗」（Tomarang），在新地图中，还提供有夜市，可以让模拟市民在此用餐、购物和认识新朋友。

## 评价
根据汇总媒体Metacritic，截至2024年2月21日，该游戏获得“褒贬不一或中庸”评价，得分为67/100。 大多数评价对于该资料片缺乏深度和新意、过于简化和难以展现卖点等方面进行批评，但也有正面评价认为该资料片带来了很多新内容，诸如新地图和新职业。